# مخطط بييروم

مثال على مخطط بييروم في مجال دراسة تحمض المحيطات لنظام كربونات في ماء البحر.

مخطط بييروم هو مخطط بياني لتراكيز الأنواع الكيميائية المختلفة للأحماض متعددة البروتون في المحاليل على هيئة دالة لقيم pH الوسط، عندما يكون المحلول في حالة توازن كيميائي.
عادة ما يرسم المخطط وفق مقياس لوغاريتمي بسبب تعدد القيم الأسية الممكنة للتراكيز. تنسب تسمية هذا المخطط إلى الكيميائي نيلز بييروم Niels Bjerrum، كما يعرف أيضاً باسم مخطط هيغ نسبة إلى الكيميائي السويدي غونار هيغ Gunnar Hägg.